# Heinrich Schmidt (Politiker, 1902)

Heinrich Schmidt

Heinrich Schmidt (* 13. Dezember 1902 in Lehrte; † 20. Dezember 1960 in Bredenbeck) war ein deutscher Politiker (NSDAP).

## Leben und Wirken
Nach dem Besuch der Volksschule in Lehrte absolvierte Schmidt eine dreijährige kaufmännische Lehre in Lehrte. Begleitend dazu besuchte er drei Jahre lang die städtische Handelsschule in Lehrte. Anschließend arbeitete er bis 1927 als kaufmännischer Angestellter.
1923 schloss Schmidt sich der Deutschvölkischen Partei (DVP) an. 1924 trat er in die Nationalsozialistische Freiheitspartei, eine Platzhalterpartei für die zu diesem Zeitpunkt verbotene NSDAP, ein. Nach der Neugründung der NSDAP im Frühjahr 1925 schloss Schmidt sich dieser erneut an. Bis ins Jahr 1927 gehörte er außerdem der SA, dem paramilitärischen Arm der NSDAP, an. In den Jahren 1927 bis 1932 übernahm Schmidt Aufgaben als Bezirksleiter der NSDAP. Anschließend amtierte er bis 1933 als Gauinspekteur. Seit 1930 trat Schmidt außerdem öffentlich als Reichsredner auf.
Von 1929 bis 1931 bekleidete Schmidt erstmals ein öffentliches Amt als Stadtverordneter in Hameln. Ebenfalls ab 1929 war er Mitglied des Hannoverschen Provinziallandtages. In der nationalsozialistischen Presse betätigte Schmidt sich von 1927 bis 1931 als Mitarbeiter des Niedersächsischen Beobachters und seit 1932 als Mitarbeiter der Zeitschrift Arbeitertum.
In den Jahren 1932 bis 1933 saß Schmidt als Abgeordneter der NSDAP für den Wahlkreis Süd-Hannover im Preußischen Landtag. In der nationalsozialistischen Landtagsfraktion übernahm er die Aufgabe des Sachbearbeiters für Angestelltenfragen. Nach der Auflösung des Preußischen Landtags im Herbst 1933 saß Schmidt ab November 1933 als Abgeordneter für den Wahlkreis 16 (Südhannover-Braunschweig) im nationalsozialistischen Reichstag.
Nach der nationalsozialistischen Machtergreifung im Frühjahr 1933 wurde Schmidt ferner Mitglied des Hannoverschen Provinzialausschusses sowie anderer Verwaltungsräte der Provinz. Vom 12. März bis zum 24. August 1933 amtierte er außerdem als Bürgervorsteherwortführer in Hildesheim. Vom 1. April bis zum 24. August 1933 amtierte Schmidt außerdem als Staatskommissar bei der Stadtverwaltung in Hildesheim. Am 24. August 1933 übernahm Schmidt schließlich das Amt des kommissarischen Bürgermeisters von Hildesheim. Im Herbst 1935 verschwand er, nachdem ein Verleumdungsprozess gegen ihn eröffnet werden sollte. Er legte sein Reichstags-Mandat am 28. Januar 1936 nieder, für ihn rückte Andreas Dornieden nach. Nach Kriegsende kehrte er nach Hildesheim zurück und wurde am dortigen Landgericht zu sechs Jahren Zuchthaus verurteilt.